# Математическая логика
Математи́ческая ло́гика (теоретическая логика, символическая логика, устар. логи́стика) — раздел математики, изучающий математические обозначения, формальные системы, доказуемость математических суждений, природу математического доказательства в целом, вычислимость и прочие аспекты оснований математики.
В более широком смысле рассматривается как математизированная ветвь формальной логики — «логика по предмету, математика по методу», «логика, развиваемая с помощью математических методов».

## История
Первые попытки математизации логических операций были предприняты на рубеже XIII—XIV вв., Раймундом Луллием, сконструировавшим специальную «логическую машину» для механизации процесса логического вывода, которую он описал в своём трактате «Ars Magna» («Великое искусство»). Его машина состояла из семи концентрических кругов, на которых были обозначены термины и буквы. Для получения комбинаций Луллий использовал два концентрических круга, разделенных радиальными линиями на секторы. Вращая внутренний круг он получал таблицу различных комбинаций. Конечно эта попытка была несовершенной, но сыграла свою роль в дальнейшем развитии идеи математизации логических выводов.
Первое дошедшее до нас сочинение по формальной логике — «Первая Аналитика» Аристотеля (384—322 гг. до нашей эры). В нём рассматриваются основы силлогистики — правила вывода одних высказываний из других. Так из высказываний «Все люди смертны» и «Сократ — человек» можно сделать вывод, что «Сократ смертен». Однако на практике такие рассуждения встречаются крайне редко.
Вопрос о создании символической логики как универсального научного языка рассматривал Лейбниц в 1666 году в работе «Искусство комбинаторики» (De arte combinatoria). Он думал о записи высказываний на специальном языке, чтобы затем по логическим законам вычислять истинность других. В середине XIX века появились первые работы по алгебраизации аристотелевой логики, сформировавшие первооснову исчисления высказываний (Буль, де Морган, Шрёдер). В 1847 г. Дж. Буль опубликовал работу «The Mathematical Analysis of Logic» («Математический анализ логики»), а в 1854 г.— «An Investigation of the Laws of Thought» «Исследование законов мышления»). В них Буль изложил основы своей алгебры логики, где применил алгебраическую символику для записи логических операций и логических выводов. Булева алгебра логики в виде исчисления классов явилась первой системой математической логики. Основным результатом Булевой алгебры отмечается то, что теперь не ограничиваются применением символики к логике, а строят специальные логические исчисления; логические законы выступают в алгебре логики как необходимый момент формализованных систем; всякое суждение рассматривается как утверждение о равенстве классов; процесс умозаключения сводится к решению логических равенств. Однако, как отмечал Джевонс, операция вычитания в этой алгебре логики была не совсем удобной и иногда приводила к недоразумениям.
Алгебру логики Буля усовершенствовали У. С. Джевонс и Э. Шрёдер. Сам Джевонс в книге «Чистая логика» критиковал излишнюю математизацию, алгебры логики Буля и предложил свою теорию, основанную на принципе замещения, то есть замене равного равным.
В 1877 году Шрёдер опубликовал книгу по математической логике «Der Operationskreis des Logikkalkuls», в которой систематически изложил основы математической логики. Большой вклад в развитие математической логики внёс русский астроном, логик и математик, профессор Казанского университета П. С. Порецкий. Обобщив достижения Буля, Джевонса и Шрёдера, он на основе многолетних самостоятельных исследований создал содержательный труд «О способах решения логических равенств и об обратном способе математической логики», в котором значительно продвинул вперёд разработку аппарата алгебры логики. Работы П. С. Порецкого превосходят не только труды его коллег — современников, но и в части, касающиеся алгебры логики превосходят соответствующие разделы Уайтхеда и Рассела. П. С. Порецкий первым в России начал читать лекции по математической логике. Математическая логика, говорил он, «по предмету своему есть логика, а по методу математика». Задачу математической логики он видел в «построении теории умозаключений», но при этом, точно определял связь и границу между математикой и математической логикой. "Если формы, изучаемые алгеброй, суть количественные, — писал он, — то, наоборот, те формы, с которыми имеет дело логика, суть качественные, то есть существенно отличные от первых. Это различие ближайших предметов изучения алгебры и логики делает невозможным прямое перенесение, то есть непосредственное применение, принципов и приёмов алгебры к предмету логики. Однако приспособление этих приёмов (с полным сохранением их точности) к изучению качественных форм вполне возможно. Большим вкладом П. С. Порецкого в математическую логику явилась предложенная им полная законченная теория качественных форм. Он разработал теорию логических равенств, предложил наиболее общий, исчерпывающий метод нахождения всех эквивалентных форм посылок, всех следствий из них, всех простейших неразложимых посылок, на которые может быть разложена система посылок.
В работах Фреге и Пирса (конец 1870-х — начало 1880-х) в логику введены предметные переменные, кванторы и, тем самым, основано исчисление предикатов. В 1879 году, в своей книге «Исчисление понятий», Фреге представил свою теорию исчисления высказываний, которая стала первым разделом современной математической логики. В ней Фреге представил первое аксиоматическое построение логики высказываний, ввёл в математическую логику понятие квантора, которое затем уже Пирс вводит в обиход логической науки. Фреге также ввёл понятие истинностного значения, предложил различать свойства и отношения как значения, соответственно, одноместных и многоместных пропозициональных функций. Но идеи Фреге не сразу нашли сторонников, а исчисления высказываний развивалось, как отмечает А.Чёрч, на основе более старой точки зрения, как это можно видеть в работах Пирса, Шрёдера и других.
В конце 1880-х годов Дедекинд и Пеано применили эти инструменты в попытках аксиоматизации арифметики, при этом Пеано создал удобную систему обозначений, закрепившуюся и в современной математической логике. Он ввёл в математическую логику символы: ∈ — знак принадлежности множеству, ⊂ — знак включения, ⋃ — знак объединения, ∩ — знак пересечения множеств; разработал систему аксиом для арифметики натуральных чисел. Но главное, Пеано с помощью изобретённого им символического исчисления попытался исследовать основные математические понятия, что стало первым шагом практического применения математической логики к изучению основ математики. В своём пятитомном труде «Formulaire de Mathematiques» (1895—1905) Пеано показал, как с помощью символического исчисления можно аксиоматически построить математические дисциплины.
Уайтхед и Рассел создают в 1910—1913 годах трактат Principia Mathematica. Этот труд значительно способствовал развитию математической логики по пути дальнейшей аксиоматизации и формализации исчисления высказываний, классов и предикатов. Б. Рассел и А. Уайтхед выход из кризиса, в котором оказалась математика в связи с обнаружением парадоксов в теории множеств, видели в том, чтобы свести всю чистую математику к логике. Это была концепция логицизма. С этой целью они построили формализованную логико-математическую систему, в которой, по их утверждению, могут быть доказаны все содержательно истинные предложения. Но вскоре стало понятно, что попытка Б. Рассела и А. Уайтхеда свести всю чистую математику к логике не увенчалась успехом. В 1930—1931 годах К. Гёдель установил, что не только разработанная Б. Расселом и А. Уайтхедом система, но и любая система формализованной математики является неполной, то есть не все содержательно истинные предложения могут быть в ней доказаны.
Свой выход из кризиса математики и дальнейшее развитии логики внесла концепция интуиционизма и интуиционистская логика (Брауэр, 1908). Математика, говорили они, это — математические конструкции. Математический объект существует, если известно, как его строить. Математик имеет дело с миром мысленных объектов, некоторые из них можно создать только в пределе за неограниченную последовательность шагов, никогда не завершающуюся и находящуюся в процессе постоянного становления. С точки зрения интуиционизма понятие актуальной, существующей бесконечности, которого придерживались представители теоретико-множественной концепции математики, является ошибочным. Поэтому интуиционистская логика исследует только конструктивные объекты, существование таких объектов считается доказанным в том и только в том случае, когда указывается конечный способ их построения. В этой логике отрицается применимость закона исключённого третьего в операциях с бесконечными множествами. Возникшая позднее конструктивная логика критически восприняла объективное содержание интуиционистской логики, и не приняла её философско-методических основ.
Большую роль в развитии математической логики сыграла работа Гильберта и В. Аккермана «Основные черты теоретической логики» (1928 г.), изданная в России на русском языке под названием «Основы теоретической логики» в 1947 году, в которой была создана программа обоснования математики посредством аксиоматической формализации с использованием строго ограниченных средств, не приводящих к противоречиям. В своей работе они высказались о новом в математической логике: «Логические связи, которые существуют между суждениями, понятиями и т. д. — писали они, — находят своё выражение в формулах, толкование которых свободно от неясностей, какие легко могли бы возникнуть при словесном выражении. Переход к логическим следствиям, совершающийся посредством умозаключения, разлагается на свои последние элементы и представляется как формальное преобразование исходных формул по известным правилам, которые аналогичны правилам счёта в алгебре; логическое мышление отображается в логическом исчислении. Это исчисление делает возможным успешный охват проблем, перед которыми принципиально бессильно чисто содержательное логическое мышление». Гильберт выступал против интуиционизма. Он возражал против того, что интуиционисты отрицали закон исключённого третьего в операциях с множествами. «Запрещение теорем существования и закона исключённого третьего — писал он, — равносильно полному отказу от математической науки». В своём методе формализации Гильберт предложил превратить всю математику в совокупность формул, в которых элементы связаны с помощью логических знаков. В фундаменте построения математики заложены некоторые определённые формулы, которые называются аксиомами. В качестве таких аксиом Гильберт взял аксиомы исчисления высказываний математической логики, математические аксиомы равенства и аксиомы числа, из которых он с помощью правил вывода получил новые, выводимые аксиомы. Вывод получался только на основании формы символов и знаков, за которыми не стояло никакого содержания. Формализованная теория по своей структуре представляла уже не систему осмысленных предложений, а систему символов, рассматриваемых как последовательность терминов. Основное требование, которое Гильберт предъявлял при определении понятия «существование» математического объекта сводилось к доказательству его непротиворечивости. Если в той или иной системе окажется, что в ней выводимо А и не-А, то такая система должна быть отвергнута. Гильберт и его школа пытались обосновать математику только аксиоматически, не выходя за пределы логики и математики.
В тридцатых и сороковых годах XX века начинается разработка металогики, предметом которой является исследование системы положений и понятий самой математической логики, которая определяет границы этой логики, изучает теорию доказательства. Основными разделами металогики являются логический синтез и логическая семантика, изучение значений выражения языка, интерпретаций логических исчислений. В металогических исследованиях уделяется анализу различных свойств формализованных языков, которые в дальнейшем легли в основу электронных машин для автоматизации научных умозаключений. В области логической семантики самыми значительными признаны работы А. Тарского «О понятии истины и формализованных языках» 1933 года, а также работы Р. Карнапа «Исследования по семантике» 1942—1947 года. Также важное значение в развитии математической логики имели работы в области многозначных логик, в которых высказываниям приписывается любое конечное или бесконечное множество значений истинности. Первую такую систему трёхзначной логики высказываний разработал и предложил Я. Лукасевич. В 1954 году Я. Лукасевич предложил четырёхзначную систему логики, и далее бесконечнозначную логику. Проблемами многозначной логики занимались также такие известные математики и логики как Э. Пост, С. Яськовский, Д. Вебб, А. Гейтинг, А. Н. Колмогоров, Д. А. Бочвар, В. И. Шестаков, Х. Рейхенбах, С. К. Клини и другие. Одним из крупнейших направлений в математической логике стала теория математических доказательств, которая возникла из применения логических исчислений к вопросам оснований математики. Она вышла из алгебры логики девятнадцатого века, предметом изучения которой были конечные объекты. Теория математических доказательств же занимается в основном проблемой бесконечности. Одной из главных задач математической логики, применяемых в математике исчислений, считается задача установления непротиворечивости, то есть считается, что исчисление непротиворечиво, если в нём нельзя вывести формулу А вместе с формулой Ā (не-А). С помощью метода формализации доказательств математическая логика помогла математике решить проблемы доказуемости и непротиворечивости в аксиоматических теориях. Преимущество математической логики состоит в том, что применяемый ею символический аппарат позволяет строго выразить самые сложные рассуждения, понятия для алгоритмической обработки вычислительными системами.

## Основные положения
Математическая логика, так же как и традиционная логика, формальная в том смысле, что она абстрагируется от значения и судит о взаимосвязи, отношениях и переходах от одного предложения (высказывания) к другому и получающемся в итоге выводе из этих предложений не на основании содержания их, а только на основании формы последовательности предложений.
Применение в логике математических методов становится возможным тогда, когда суждения формулируются на некотором точном языке. Такие точные языки имеют две стороны: синтаксис и семантику. Синтаксисом называется совокупность правил построения объектов языка (обычно называемых формулами). Семантикой называется совокупность соглашений, описывающих наше понимание формул (или некоторых из них) и позволяющих считать одни формулы верными, а другие — нет.
Важную роль в математической логике играют понятия дедуктивной теории и исчисления. Исчислением называется совокупность правил вывода, позволяющих считать некоторые формулы выводимыми. Правила вывода подразделяются на два класса. Одни из них непосредственно квалифицируют некоторые формулы как выводимые. Такие правила вывода принято называть аксиомами. Другие же позволяют считать выводимыми формулы {\displaystyle A}, синтаксически связанные некоторым заранее определённым способом с конечными наборами {\displaystyle A_{1},\ldots A_{n}} выводимых формул. Широко применяемым правилом второго типа является правило modus ponens: если выводимы формулы {\displaystyle A} и {\displaystyle (A\to B)}, то выводима и формула {\displaystyle B}.
Отношение исчислений к семантике выражается понятиями семантической пригодности и семантической полноты исчисления. Исчисление {\displaystyle {\text{И}}} называется семантически пригодным для языка {\displaystyle {\text{Я}}}, если любая выводимая в {\displaystyle {\text{И}}} формула языка {\displaystyle {\text{Я}}} является верной. Аналогично, исчисление {\displaystyle {\text{И}}} называется семантически полным в языке {\displaystyle {\text{Я}}}, если любая верная формула языка {\displaystyle {\text{Я}}} выводима в {\displaystyle {\text{И}}}.
Многие из рассматриваемых в математической логике языков обладают семантически полными и семантически пригодными исчислениями. В частности, известен результат Курта Гёделя о том, что классическое исчисление предикатов является семантически полным и семантически пригодным для языка классической логики предикатов первого порядка (теорема Гёделя о полноте). С другой стороны, имеется немало языков, для которых построение семантически полного и семантически пригодного исчисления невозможно. В этой области классическим результатом является теорема Гёделя о неполноте, утверждающая невозможность семантически полного и семантически пригодного исчисления для языка формальной арифметики. С другой стороны  в 1936 году Герхард Генцен доказал полноту и непротиворечивость арифметики, используя примитивно рекурсивную арифметику с дополнительной аксиомой для трансфинитной индукции до ординала ε0.
На практике множество элементарных логических операций является обязательной частью набора инструкций всех современных микропроцессоров и, соответственно, входит в языки программирования. Это является одним из важнейших практических приложений методов математической логики, изучаемых в современных учебниках информатики.

## Разделы
В Математической предметной классификации математическая логика объединена в одну секцию верхнего уровня с основаниями математики, в которой выделены следующие разделы:
- общая логика (англ. general logic), включает классическую логику первого порядка, логики высших порядков (логику второго порядка), комбинаторную логику, λ-исчисление, временную логику, модальную логику, многозначные логики, нечёткую логику, логику в информатике;
- теория моделей;
- теория вычислимости и теория рекурсии;
- теория множеств;
- теория доказательств и конструктивная математика;
- алгебраическая логика (включает вопросы изучения булевых алгебр, алгебр Гейтинга, квантовых логик, цилиндрических и полиадических алгебр, алгебр Поста);
- нестандартные модели.